# 霍特里鎮區 (北卡羅萊納州沃倫縣)
霍特里鎮區（英語：Hawtree Township）是位於美國北卡羅萊納州沃倫縣的一個鎮區。

## 地方資料
霍特里鎮區的面積為92.20平方千米，皆為陸地。根據2020年美國人口普查的數據，當地共有人口1224人，而人口密度為每平方千米13.28人。